# Camp Clinton
Camp Clinton war ein Kriegsgefangenenlager  aus dem Zweiten Weltkrieg in Clinton,  Mississippi. Das Camp lag nahe der heutigen McRaven Road und östlich der Springridge Road. Es beherbergte 3000 deutsche und italienische Kriegsgefangene, von denen die meisten in Afrika gefangen genommen worden waren und dem  Deutschen Afrikakorps angehörten. Es war eines von vier großen Kriegsgefangenenlagern in Mississippi und unterschied sich von den anderen Lagern dadurch, dass es die ranghöchsten deutschen Offiziere beherbergte. 29 Generäle waren dort untergebracht, zusammen mit mehreren Obersten, Majoren und Hauptmännern. Die hochrangigen Generäle hatten spezielle Unterkünfte. Offiziere niedrigeren Ranges, die den Generälen assistierten, mussten sich mit kleinen Wohnungen begnügen.
Unter den Kriegsgefangenen waren folgende Generäle:
- Generalmajor Hubertus von Aulock[2];
- Generaloberst Hans-Jürgen von Arnim, zuvor Oberbefehlshaber der Heeresgruppe Afrika, am 12. Mai 1943 in Gefangenschaft geraten,[3]
- Generalmajor Curt Badinski[4];
- Generalmajor Ludwig Bieringer[5];
- Generalmajor Detlef Bock von Wülfingen[6];
- General der Infanterie Dietrich von Choltitz, am 7. August 1944 zum Wehrmachtbefehlshaber von Paris ernannt, am 25. August 1944 in Gefangenschaft geraten,[7]
- General der Panzertruppe Ludwig Crüwell[8];
- Generalmajor Hans von der Mosel[9];
- Generalmajor Knut Eberding[10];
- Generalmajor Botho Henning Elster, am 16. September 1944 in Gefangenschaft geraten.[11]
- Generalmajor Heinrich-Hermann von Hülsen[12];
- Generalleutnant Carl Köchy[13];
- Generalmajor Fritz Krause[14];
- Generalmajor Kurt Freiherr von Liebenstein, zuvor Kommandeur der 164. Infanteriedivision in Tunesien, am 13. Mai 1943 in Gefangenschaft geraten.[15]
- Generalmajor Ferdinand Neuling[16];
- Generalleutnant Erwin Menny[17];
- General der Fallschirmtruppe Bernhard Ramcke, zuvor Festungskommandant von Brest, nach der Kapitulation der Festung Brest am 19. September 1944 in Kriegsgefangenschaft,[7]
- Generalleutnant Erwin Rauch[18];
- Generalmajor Otto Richter[19];
- Generalmajor Robert Sattler[20];
- Generalmajor Ernst Schnarrenberger[21];
- Generalmajor Hans Georg Schramm[22];
- Generalmajor Paul Seyffardt[23];
- Generalleutnant Theodor Graf von Sponeck, Kommandeur der 90. Afrika-Division, am 12. Mai 1943 in Gefangenschaft geraten[24];
- Generalmajor Karl Sprang[25];
- Generalmajor Christoph Graf zu Stolberg-Stolberg[26];
- Generalleutnant Gustav von Vaerst, Kommandeur der 5. Panzerarmee, am 9. Mai 1943 in Gefangenschaft geraten,[27]
- Generalmajor Wilhelm Ullersperger[28];
- General der Infanterie Erwin Vierow, am 1. September 1941 in Gefangenschaft geraten.[29]

Offiziere niedrigeren Ranges:
- Oberst Horst Egersdorf[30];
- Leutnant Helmut Fenkel[31];
- Hauptmann Anlbert Giesecke[32];
- Oberleutnant Erdmann von Glasow[33];
- Oberleutnant Heinz Grosskopf[34];
- Oberst Alfred Köster[35];
- Hauptmann Carl Friedrich Krech-Kohnert[36];
- Oberleutnant Rolf Lehmeier[37];
- Major Anton Sinkel[38];
- Oberst August Viktor Quast[39];
- Leutnant Gerhard Runge[40];
- Hauptmann Dr. Ruwisch[41];

Die Gefangenen von Camp Clinton arbeiteten am Bau des aus Beton gegossenen
Modells des Mississippi-Flussbettes, eines 2,5 Quadratkilometer großen, funktionsfähigen Nachbaus des Flusses Mississippi River und seiner Nebenflüsse, der vom United States Army Corps of Engineers zur Planung von Hochwasserschutzprojekten verwendet wurde, mit.
Nach der Genfer Konvention dürfen Generäle in einem Kriegsgefangenenlager nicht zur Arbeit gezwungen werden. So vertrieben sich viele der hochrangigen deutschen Generäle ihre Zeit mit dem Malen von Bildern.
Den Gefangenen ging es verhältnismäßig gut. Einige von ihnen beschwerten sich sogar darüber, dass sie zu viel aßen und an Gewicht zulegten.